# Liste der Mitglieder der National Academy of Sciences/1981
Im Jahr 1981 wählte die National Academy of Sciences der Vereinigten Staaten 72 Personen zu ihren Mitgliedern.

## Neugewählte Mitglieder
- Bruce Alberts (* 1938)
- Jesse L. Beauchamp (* 1942)
- George B. Benedek (* 1928)
- Michael V. L. Bennett (1931–2023)
- Sidney W. Benson (1918–2011)
- Walter Bodmer (* 1936)
- David Botstein (* 1942)
- Robert M. Boynton (1924–2006)
- Daniel Branton (* 1932)
- William B. Bridges (* 1934)
- Norman H. Brooks (* 1928)
- W. Maxwell Cowan (1931–2002)
- Eugene P. Cronkite (1914–2001)
- John C. Crowell (1917–2015)
- Jean Dausset (1916–2009)
- Igor B. Dawid (1935–2024)
- Edward S. Deevey, Jr. (1914–1988)
- Gerald R. Fink (* 1940)
- Irwin Fridovich (1929–2019)
- Edward A. Frieman (1926–2013)
- Kenichi Fukui (1918–1998)
- Vitaly L. Ginzburg (1916–2009)
- Robert Gomer (1924–2016)
- Harish-Chandra (1923–1983)
- Stephen E. Harris (* 1936)
- Joseph F. Hoffman (1925–2022)
- Frank Hole (* 1931)
- Ralph T. Holman (1918–2012)
- Theodore Holstein (1915–1985)
- Donald M. Hunten (1925–2010)
- Alex Inkeles (1920–2010)
- Wolfgang K. Joklik (1926–2019)
- Robert T. Jones (1910–1999)
- David M. Kipnis (1927–2014)
- Marian E. Koshland (1921–1997)
- Mark G. Krein (1907–1989)
- Grant W. Liddle (1921–1989)
- Gene E. Likens (* 1935)
- Robert E. Lucas, Jr. (1937–2023)
- Boyce D. McDaniel (1917–2002)
- Daniel L. McFadden (* 1937)
- James Meade (1907–1995)
- Dimitri Mihalas (1939–2013)
- Cesar Milstein (1927–2002)
- Francis D. Moore (1913–2001)
- Susumu Ohno (1928–2000)
- Donald S. Ornstein (* 1934)
- David D. Perkins (1919–2007)
- Martin L. Perl (1927–2014)
- Michael I. Posner (* 1936)
- Michael Potter (1924–2013)
- Jesse C. Rabinowitz (1925–2003)
- Peter B. Rhines (* 1942)
- James R. Rice (* 1940)
- Vera C. Rubin (1928–2016)
- Aaron J. Shatkin (1934–2012)
- Elwyn L. Simons (1930–2016)
- Ray F. Smith (1919–1999)
- Frank Spitzer (1926–1992)
- Thressa C. Stadtman (1920–2016)
- Champ B. Tanner (1920–1990)
- Hugh P. Taylor (1932–2021)
- Joseph H. Taylor, Jr. (* 1941)
- Charles Tilly (1929–2008)
- John G. Torrey (1921–1993)
- Nicholas J. Turro (1938–2012)
- Sidney F. Velick (1913–2007)
- Ewald R. Weibel (1929–2019)
- Michael J. White (1910–1983)
- Ralph S. Wolfe (1921–2019)
- Peter J. Wyllie (* 1930)
- Diter von Wettstein (1929–2017)